# اسکاتچ پلینز، نیوجرسی
اسکاتچ پلینز (به انگلیسی: Scotch Plains) شهری در ایالت نیوجرسی کشور ایالات متحده آمریکا است که جمعیت آن در سرشماری سال ۲۰۱۰ میلادی، ۲۳٬۵۱۰ نفر بوده‌است.